# Gaz de bois
Pour un article plus général, voir Gaz manufacturé.

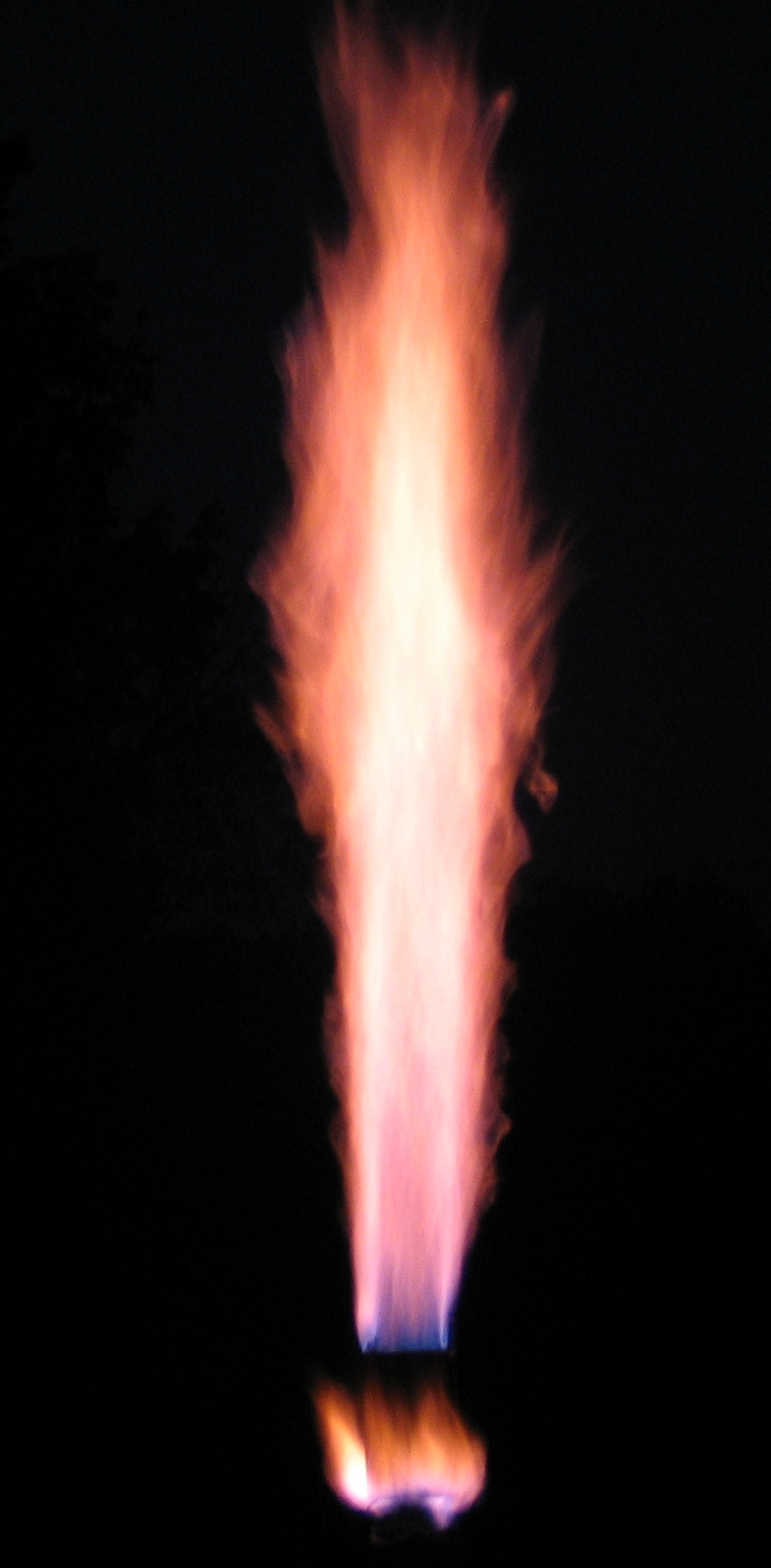
Flamme produite par la combustion de gaz de bois.

Le gaz de bois est un gaz manufacturé ainsi qu'un gaz de synthèse obtenu par pyrolyse du bois. Le gaz de bois est proposé comme gaz d'éclairage en 1800 par l'ingénieur français Philippe Lebon, qui l'appelle alors « gaz hydrogène ».

## Histoire

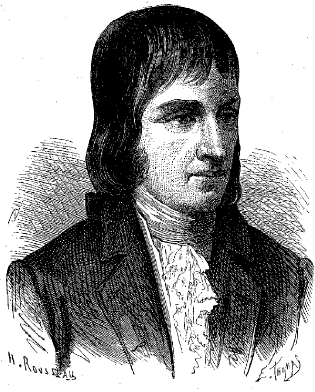
Philippe Lebon (1767 - 1804).

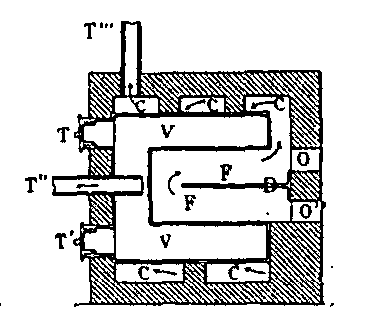
La thermolampe de Lebon, dans son brevet de 1799.

Entre 1785 et 1786, l'ingénieur Philippe Lebon invente le gaz d'éclairage en France. Ses travaux l'amènent à mettre en évidence les propriétés des gaz de distillation du bois. En août 1800, il publie un mémoire sous le titre Thermolampes ou poêles qui chauffent, éclairent avec économie, et offrent, avec plusieurs produits précieux, une force applicable à toutes espèces de machines.
Dans ses premiers appareils, Lebon distille du bois pour recueillir, les gaz, l'huile, le goudron, l'acide pyroligneux ; mais son mémoire annonce la possibilité de distiller toutes les substances grasses et la houille.
Philippe Lebon ne se borne pas à annoncer ses résultats mais il les met en pratique : sa thermolampe trouve sa première application avec l'éclairage de la ville de Paris. Il installe pour la première fois ce système dans l'hôtel de Seigneley à Paris le 11 octobre 1801. Le système se compose d'un vaste four à bois dont les gaz produits par distillation sont acheminés dans les différentes pièces de l'hôtel par différents tuyaux pour les éclairer, tandis que l'hôtel est chauffé par la chaleur produite par le four.
Philippe Lebon, mort prématurément, sera lu par ses successeurs, l'Anglais William Murdoch et l'Allemand Frédéric-Albert Winsor, qui préféreront la houille au bois. Ils seront à l'origine de l'essor de l'industrie du gaz en Angleterre.

### Gaz de bois de Lebon
En chauffant le bois, Lebon obtient un gaz malodorant qu'il appelle « gaz hydrogène », nom qui va lui rester pendant près de trente ans.
La majorité des composants du bois sec ne sont pas distillables. En effet, le bois est constitué principalement de macromolécules : cellulose (environ 50 %), lignine 20 à 30 %), hémicellulose (15 à 25 %). Le reste est composé de différentes matières organiques : polysaccharides, pentosanes, hexosanes, résines, tannins, colorants, cires, alcaloïdes, ainsi que d'un faible pourcentage (de 1 à 1,5 %) d'éléments minéraux)[source insuffisante].
Pour les résineux, on observe une faible quantité de résines, de l’ordre de 3 %, qui seules peuvent donner lieu à un vrai distillat.
La composition chimique du bois (50 % de carbone, 42 % d'oxygène, 6 % d'hydrogène, 1 % d'azote et 1 % de cendres) montre que, contrairement à la houille, l’oxygène représente plus du tiers du poids total dans le bois même parfaitement sec ; ce qui est un handicap certain.
La distillation (pyrolyse) du bois permet généralement d'obtenir les produits suivants :
- un gaz lavé, combustible et éclairant, constitué d'hydrogène (H2), de monoxyde de carbone (CO) et de dioxyde de carbone (CO2). Le monoxyde de carbone, bien que très toxique pour les êtres vivants, participe activement à la combustion en donnant du CO2 en présence d’oxygène. La présence de CO2 par contre tend à diminuer sensiblement le pouvoir éclairant du gaz ;
- des vapeurs condensables : eau, méthanol (longtemps appelé alcool de bois), acide acétique, acide formique, phénol, aldéhydes légers. Le liquide obtenu par condensation de ces gaz (l'acide pyroligneux) se sépare par décantation en une couche aqueuse supérieure : le jus pyroligneux (d’une odeur acre insoutenable, formé de l’ensemble des produits volatils) ; et une couche inférieure  : les goudrons. Le goudron constitue un précieux matériau pour le calfatage des navires lorsqu’il provient de résineux ;
- un solide, assimilable au charbon de bois — teneur en carbone de l'ordre de 80 %.

Son système et la mauvaise qualité de son gaz empêchent qu'il ne connaissent le succès escompté. En choisissant le bois plutôt que la houille comme matière première, il choisit le moins bon parti économique. Mélanger la fourniture de lumière et celle de chaleur avec sa thermolampe la rend inadaptée aux périodes chaudes. D'autre part, il n’a jamais pu lever l'obstacle de l’épuration, résolue par des Anglais[réf. nécessaire].

### Développement du gaz de bois en Suisse en 1890
En 1870, on applique en Suisse et en Bavière une modification du procédé de Lebon due au chimiste Pettenkofer :
« On charge une cornue unique chauffée à la tourbe avec 50 kilogrammes de bois de sapin bien sec ; en 1 heure 1/2 on a complété la distillation et le produit se compose d'environ 20 m3 de gaz, 20 % de charbon très compact, et 5 à 7 % d'excellent goudron. Le gaz contient environ 25 % d'acide carbonique dont on le prive à la façon ordinaire ; purifié, il renferme 18,5 % d'hydrogène, 62 % d'oxyde de carbone, 9,5 % de gaz des marais (méthane), et 7,70 % d'autres hydrocarbures. Lorsqu'on le brûle dans des becs à trous larges, il peut éclairer plus que le gaz de houille ordinaire ».

### Gazogène

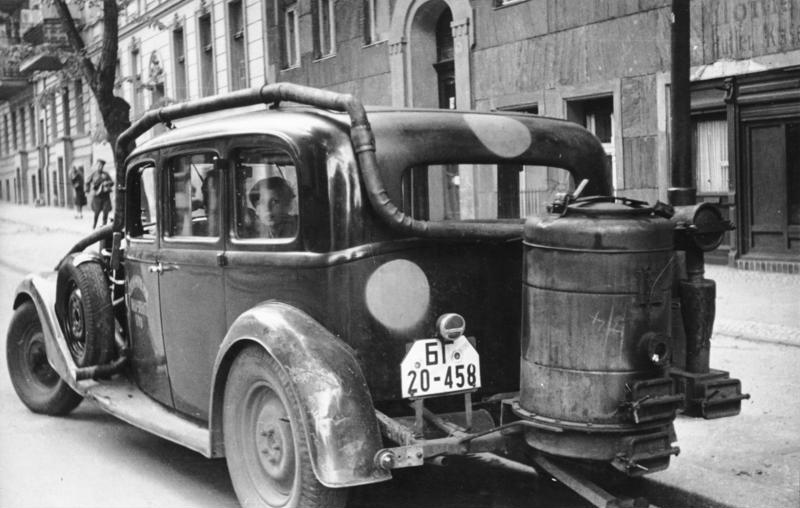
Voiture équipée d'un gazogène.

Les gazogènes sont les descendants directs des thermolampes de Lebon.
Le gazogène, inventé au XIXe siècle, est un appareil permettant de produire un gaz combustible à partir de matières solides et combustibles telles que du bois, du charbon de bois, du coke ou de l'anthracite. Ce gaz alimente des moteurs dits à gaz pauvres, des moteurs à explosion classiques ou bien des chaudières.
Ce système (sous la forme mise au point par Georges Imbert) fut utilisé couramment pour pallier l'absence de carburant automobile pendant la Seconde Guerre mondiale.
Délaissé pour un pétrole abondant et bon marché, il faudra attendre les crises pétrolières pour remettre au goût du jour le principe du gazogène dénommé désormais « gazéifieur à bois ».

## Chaudières et poêles à double combustion ou à post-combustion
Dans certaines chaudières à bûches modernes une zone de remplissage est ménagé où les bûches sont chauffées en attendant d'être brûlées. Du monoxyde de carbone et de l'hydrogène se dégagent qui sont acheminés vers la zone de combustion où ils sont brûlés. Cette combustion en deux phases qui se retrouve dans les chaudières à granulés, permet d'améliorer le rendement des chaudières qui avoisine les 95 %.

## Installation moderne de gazéification du bois en cogénération
Les techniques de gazéification du bois trouvent des applications comme carburant automobile ou la cogénération de chaleur et d'électricité. De multiples déchets de bois inutilisés sont valorisés par ces systèmes mais aussi n'importe quel type de végétaux (biomasse).